# كاثرين هاربر
كاثرين .إم هاربر او كيت إم. هاربر (بالإنجليزية: Kate M. Harper) (ولدت عام 1963) هي سياسية أمريكية من ولاية بنسيلفانيا. كانت عضوًا جمهوريًا في مجلس نواب بنسيلفانيا، حيث مثّلت الدائرة 61 من عام 2001 حتى عام 2018.

## التعليم والمسيرة المبكرة
وُلدت هاربر في فيلادلفيا بولاية بنسيلفانيا. التحقت بجامعة لا فاييت، وحصلت لاحقًا على شهادة القانون من كلية القانون بجامعة فيلانوفا. عملت كمحامية قبل انخراطها في الحياة السياسية.

## المسيرة السياسية
شغلت هاربر عضوية مجلس نواب بنسيلفانيا عن الدائرة رقم 61، والتي تشمل أجزاءً من مقاطعة مونتغومري. خلال فترة عملها، كانت ناشطة في مجالات الحفاظ على الأراضي، والإصلاحات الحكومية، والتنمية الاقتصادية المحلية.
ساهمت في التشريعات المتعلقة بالمحافظة على الحدائق العامة والمساحات المفتوحة، وكان لها دور بارز في دعم برامج حماية الأراضي الزراعية والموارد الطبيعية.

## نهاية فترة خدمتها
في انتخابات عام 2018، خسرت هاربر محاولتها لإعادة الانتخاب أمام المرشحة الديمقراطية ليز هانلي.